# Despotato d'Epiro

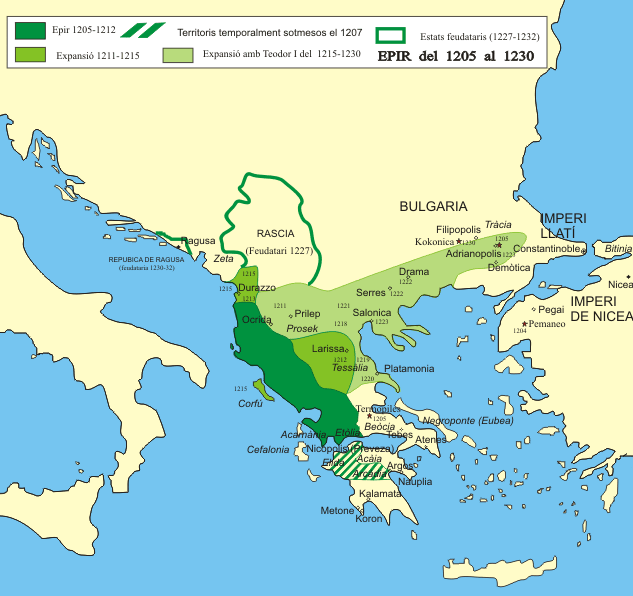
Il despotato d'Epiro dal 1205 fino al 1230.

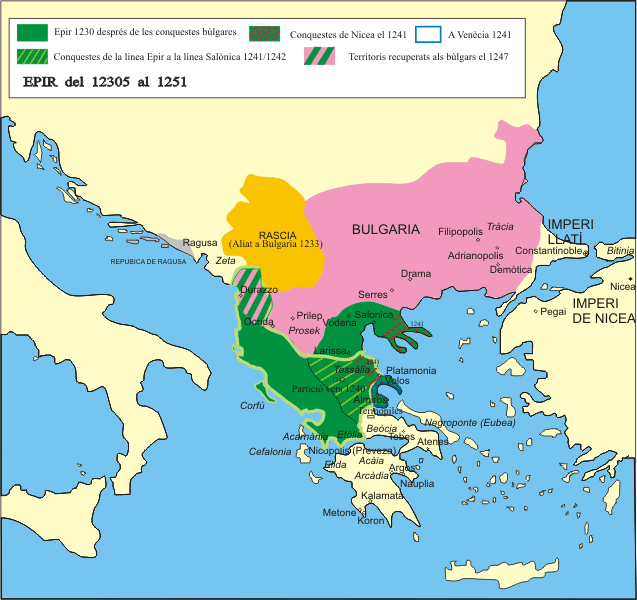
Il despotato dell'Epiro dall'1230 fino al 1251.

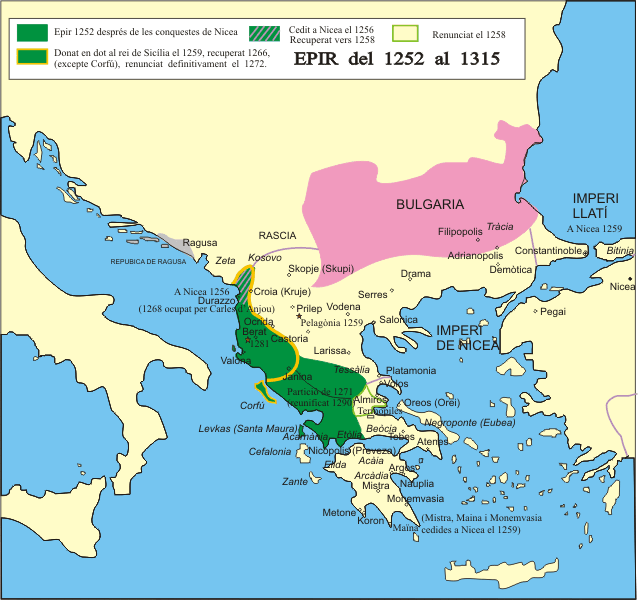
Il despotato d'Epiro dal 1252 al 1315.

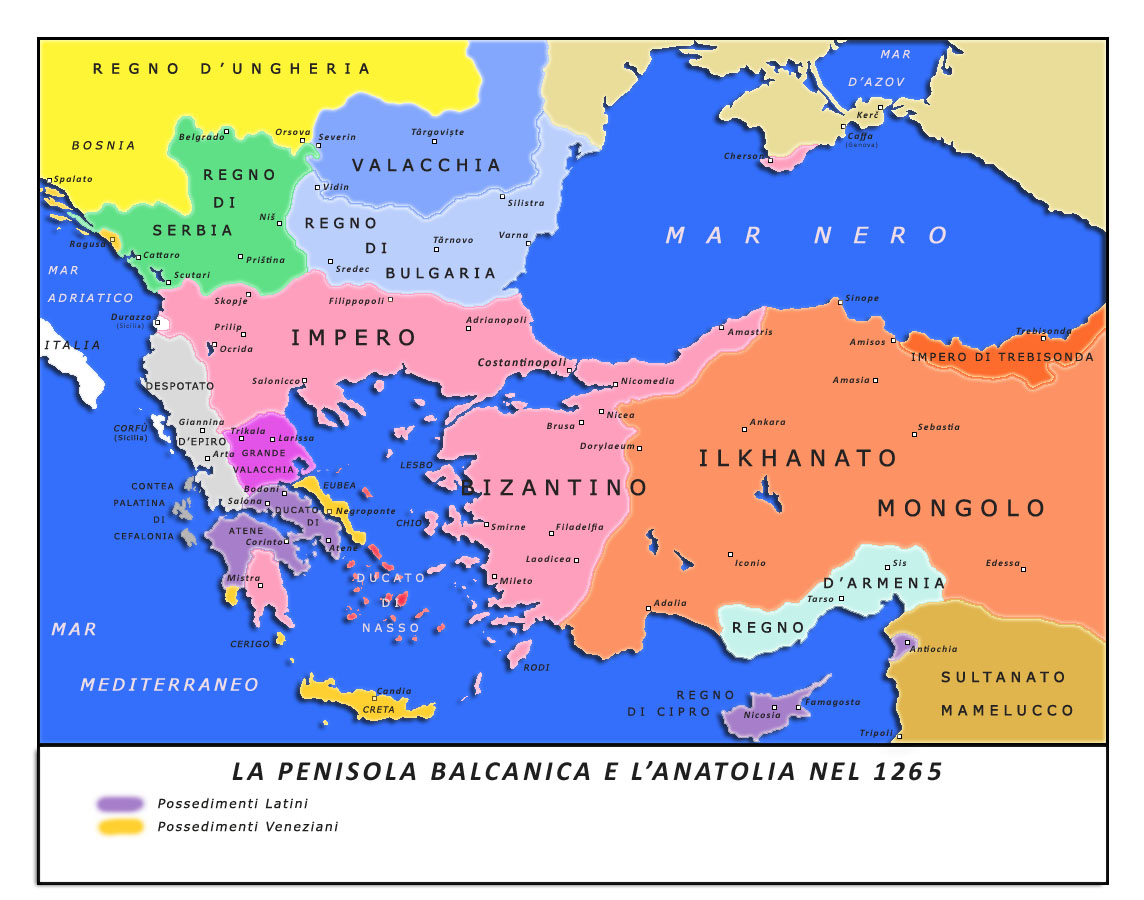
Il Despotato d'Epiro (in grigio), nel 1265.

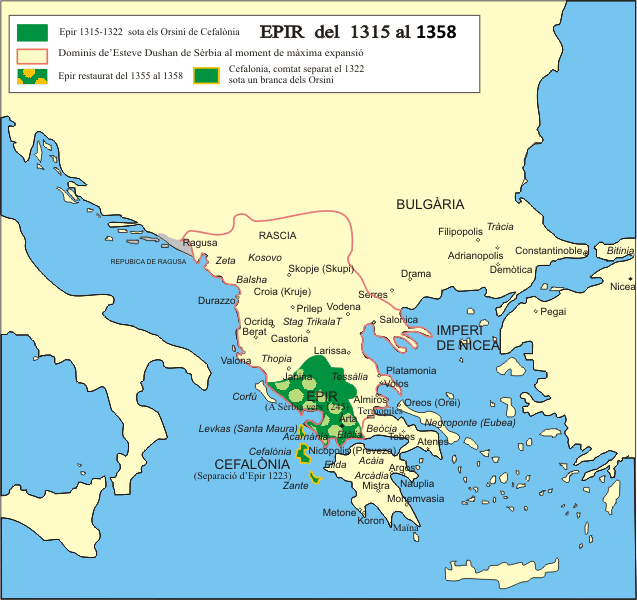
Il despotato d'Epiro dal 1315 al 1358.

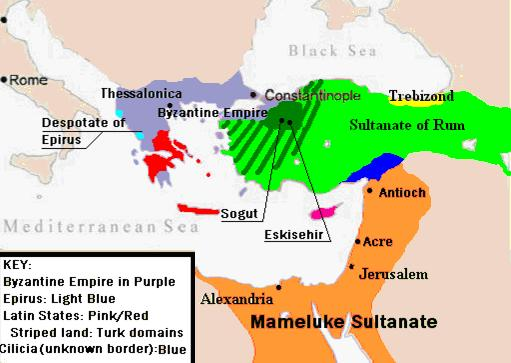
Il despotato d'Epiro (azzurro) nel 1328.

Il Despotato d'Epiro fu uno degli Stati che nacquero dallo smembramento dell'Impero bizantino nel 1204 durante la quarta crociata. Esso reclamò il titolo di "erede" dello stesso Impero, come anche l'Impero di Nicea e l'Impero di Trebisonda.

## La nascita di uno stato
La zona dell'Epiro, governata da Michele I, era la vecchia provincia di Nicopoli.
Dopo la caduta di Costantinopoli, nel 1204, i cittadini bizantini cercavano di radunarsi in alcune zone, per difendersi dai Latini. Michele I vide quindi spalancarsi una porta per il dominio nella zona. Prendendo con sé dei soldati a lui fedeli, difese dai Latini l'Epiro; vedendo ciò i cittadini bizantini, sia della Tessaglia che del Peloponneso, si posero sotto il suo protettorato. Michele I fu descritto dai cittadini bizantini come un secondo Noè, in quanto dava riparo ai bizantini "dall'alluvione" dei Latini.
Michele I apparteneva alla famiglia Imperiale, in quanto cugino di Isacco II Angelo e Alessio III Angelo.
Il più antico riferimento agli albanesi in Epiro proviene da un documento veneziano del 1210, in cui si afferma che "il continente di fronte all'isola di Corfù è abitato da albanesi".

## Il governo
Michele I d'Epiro, malgrado avesse chiesto a Giovanni Camatero (il vecchio patriarca di Costantinopoli) di riconoscerlo imperatore bizantino, non ebbe questo privilegio. L'ex-patriarca gli preferì Teodoro I Lascaris; non avendo avuto il titolo di imperatore, Michele I si sottomise alla chiesa cattolica.
Enrico di Fiandra domandò a Michele I fedeltà all'impero latino di Costantinopoli, e la ottenne col matrimonio della figlia di Michele I con suo fratello, Eustachio, nel 1209. Michele I non prestò fede a questa alleanza, confidando nella protezione delle montagne, che avrebbero fermato tutti i Latini con cui avesse stretto e rotto alleanze. Nel frattempo i parenti di Bonifacio fecero rivendicazioni sull'Epiro, e Michele I nel 1210 strinse un'alleanza coi Veneziani per attaccare il Despotato di Tessalonica in mano alla casata dei Bonifacio. Michele I si dimostrò disumano coi suoi prigionieri, arrivando a crocifiggere alcuni preti latini. In risposta, Papa Innocenzo III lo scomunicò. Enrico tornò in città in quell'anno e costrinse Michele I ad una nuova alleanza nominale.
Ma questi si dedicò piuttosto a catturare altre città strategiche che erano in mano latina, come Larissa, Durazzo e Ocrida, e ad assicurarsi il controllo della via Egnatia per Costantinopoli. Egli prese inoltre controllo dei porti sul golfo di Corinto. Nel 1214 prese Corfù ai Veneziani, ma fu ucciso dal fratellastro Teodoro, che dopo gli subentrò al trono.

## Conflitti con Nicea e la Bulgaria
Teodoro si preparò immediatamente per attaccare Tessalonica, e combatté i Bulgari. Enrico di Fiandra morì mentre stava per contrattaccare; nel 1217 Teodoro catturò il suo successore Pietro di Courtenay, e molto probabilmente lo fece uccidere. L'Impero latino, comunque, fu distratto dal crescente potere di Nicea e non poté impedire a Teodoro di prendere Tessalonica nel 1224. Nel 1225, in seguito alla presa di Adrianopoli da parte di Giovanni III Vatatze, Teodoro e strappo a sua volta la città a quest'ultimo; si alleò inoltre con i Bulgari e scacciò i Latini dalla Tracia. Nel 1227 Teodoro si incoronò Imperatore bizantino, nonostante non fosse riconosciuto dalla maggior parte dei Greci, specialmente dal Patriarca di Nicea. Nel 1230 ruppe l'alleanza con la Bulgaria, sperando di spodestare Ivan Asen II, che lo aveva trattenuto dall'attaccare Costantinopoli. Nella battaglia di Klokotnitsa (nei pressi di Haskovo, in Bulgaria), lo zar bulgaro sconfisse, catturò ed accecò Teodoro; suo nipote Michele II prese il potere in Epiro. Teodoro fu infine rilasciato e governò Tessalonica come vassallo insieme a suo fratello Manuele.

## Sovranità niceana e bizantina
L'Epiro non si riprese mai completamente dalla sconfitta. Michele II perse Tessalonica a favore di Nicea nel 1246 e si alleò con i Latini contro questa. Nel 1248 Giovanni III costrinse Michele a riconoscerlo come Imperatore, e in cambio lo riconobbe Despota d'Epiro. La nipote di Giovanni Maria sposò il figlio di Michele Niceforo; inoltre, nello stesso anno, la figlia di Michele, Anna, sposò Guglielmo II di Villehardouin, principe d'Acaia, e Michele preferì onorare quest'alleanza piuttosto che quella con Giovanni. Egli fu sconfitto nel conflitto seguente e il vecchio despota Teodoro fu nuovamente catturato, morendo in prigionia.
Teodoro II Lascaris si alleò con Michele, e i loro bambini, fidanzati da Giovanni molti anni prima, finalmente si sposarono nel 1256; Teodoro ricevette in cambio Durazzo. Michele non accettò il trasferimento di questa città, e l'anno successivo si rivoltò, sconfiggendo un'armata niceana guidata da Giorgio Acropolite. Mentre Michele marciava su Tessalonica, fu attaccato da Manfredi di Sicilia, che catturò l'Albania e Corfù. Michele allora si alleò immediatamente con lui, dandogli in moglie la figlia Elena. Dopo la morte di Teodoro II, Michele, Manuele e Guglielmo II combatterono il nuovo Imperatore niceano Michele VIII Paleologo. L'alleanza era molto instabile, e nel 1259 Guglielmo fu catturato durante la disastrosa battaglia di Pelagonia. Michele VIII continuò a combattere per conquistare la capitale di Michele II, Arta, lasciando le sole città di Giannina e Vonitsa nelle mani di Michele II. Arta fu recuperata nel 1260, mentre Michele II era impegnato contro Costantinopoli.

## Annessioni italiane al principato svevo-angioino di Taranto
Dopo la restaurazione del potere imperiale a Costantinopoli da parte di Michele VIII nel 1261, egli tartassò ripetutamente l'Epiro, costringendo il figlio di Michele II, Niceforo, a sposare sua nipote Anna Cantacuzena nel 1265. Michele VIII considerava l'Epiro uno stato vassallo, mentre Michele II e Niceforo continuavano ad allearsi coi Principi d'Acaia e coi Duchi d'Atene. Nel 1267 Corfù e gran parte dell'Epiro furono catturati da Carlo I d'Angiò, e nel 1271 Michele II morì; Michele VIII non tentò però di annettere direttamente il despotato. Egli permise a Niceforo di succedere e di trattare con Carlo, che prese Durazzo nello stesso anno. Nel 1279 Niceforo si alleò con quest'ultimo contro Michele, accettando di diventare vassallo di Carlo. Subito dopo la sconfitta di Carlo, Niceforo perse l'Albania a favore dei bizantini.
Sotto Andronico II, Niceforo rinnovò l'alleanza con Costantinopoli; tuttavia fu convinto ad allearsi con Carlo II di Napoli nel 1292, sconfitto in seguito dalla flotta di Andronico. Niceforo diede in sposa la propria figlia al figlio di Carlo, Filippo I d'Angiò, principe di Taranto e vendette a lui molti dei suoi territori. Dopo la morte di Niceforo l'influenza bizantina crebbe leggermente sotto Anna, cugina di Andronico II, che governò come reggente per il proprio figlio Tommaso. Nel 1306 essa si rivoltò contro Filippo in favore di Andronico; gli abitanti latini furono espulsi, ma fu costretta a restituire alcuni territori a Filippo I di Taranto. Nel 1312 questi smise di reclamare proprio l'Epiro ma pose piuttosto una rivendicazione sul defunto Impero latino.

## Collasso del Despotato
Anna riuscì a far sposare Tommaso con una figlia di Andronico, ma egli fu assassinato nel 1318 da Nicola Orsini, che ne sposò la vedova e prese il controllo dello Stato. Egli fu riconosciuto da Andronico, ma fu detronizzato nel 1323 da suo fratello Giovanni. Questi fu avvelenato nel 1335 da sua moglie Anna, che tenne la reggenza per suo figlio Niceforo II d'Epiro. Nel 1337 Andronico III, arrivato nella zona per supportare gli Albanesi contro gli Ottomani, riconquistò tutto l'Epiro che venne riconsegnato agli Angelo fino al 1348 con la conquista serba. Nel mentre Niceforo II si rifugiò in Italia, dove la vedova di Filippo di Taranto, Caterina di Valois, lo mise a capo di una rivolta in Epiro. La ribellione fallì, e gli fu fatta sposare Maria Cantacuzena, figlia di Giovanni VI Cantacuzeno.
L'Impero bizantino cadde presto in una guerra civile tra Giovanni V Paleologo e Giovanni VI, e l'Epiro cadde nelle mani dei Serbi. Niceforo II tentò di riconquistarlo nel 1356, aggiungendo all'impero la Tessaglia ma morì sedando una rivolta albanese già nel 1359, e il Despotato fu reintegrato dai serbi che mantennero tuttavia la dinastia Angelo nella Tessaglia, dapprima sotto la propria influenza, poi nuovamente sotto Costantinopoli. Seguì un breve periodo sotto la famiglia Tocco di Cefalonia, che in seguito dovette lasciarlo agli Ottomani nel 1479 (caduta di Vonitsa), ben 26 anni dopo la caduta di Costantinopoli.